# NGC 6641
NGC 6641 (również PGC 61935 lub UGC 11250) – galaktyka spiralna (S), znajdująca się w gwiazdozbiorze Herkulesa. Została odkryta przez Trumana Safforda 9 sierpnia 1866 roku. Niezależnie odkrył ją Édouard Jean-Marie Stephan 20 sierpnia 1873 roku.